# Fehmarnbelt (Naturschutzgebiet)

Karte der Naturschutzgebiete in der deutschen ausschließlichen Wirtschaftszone

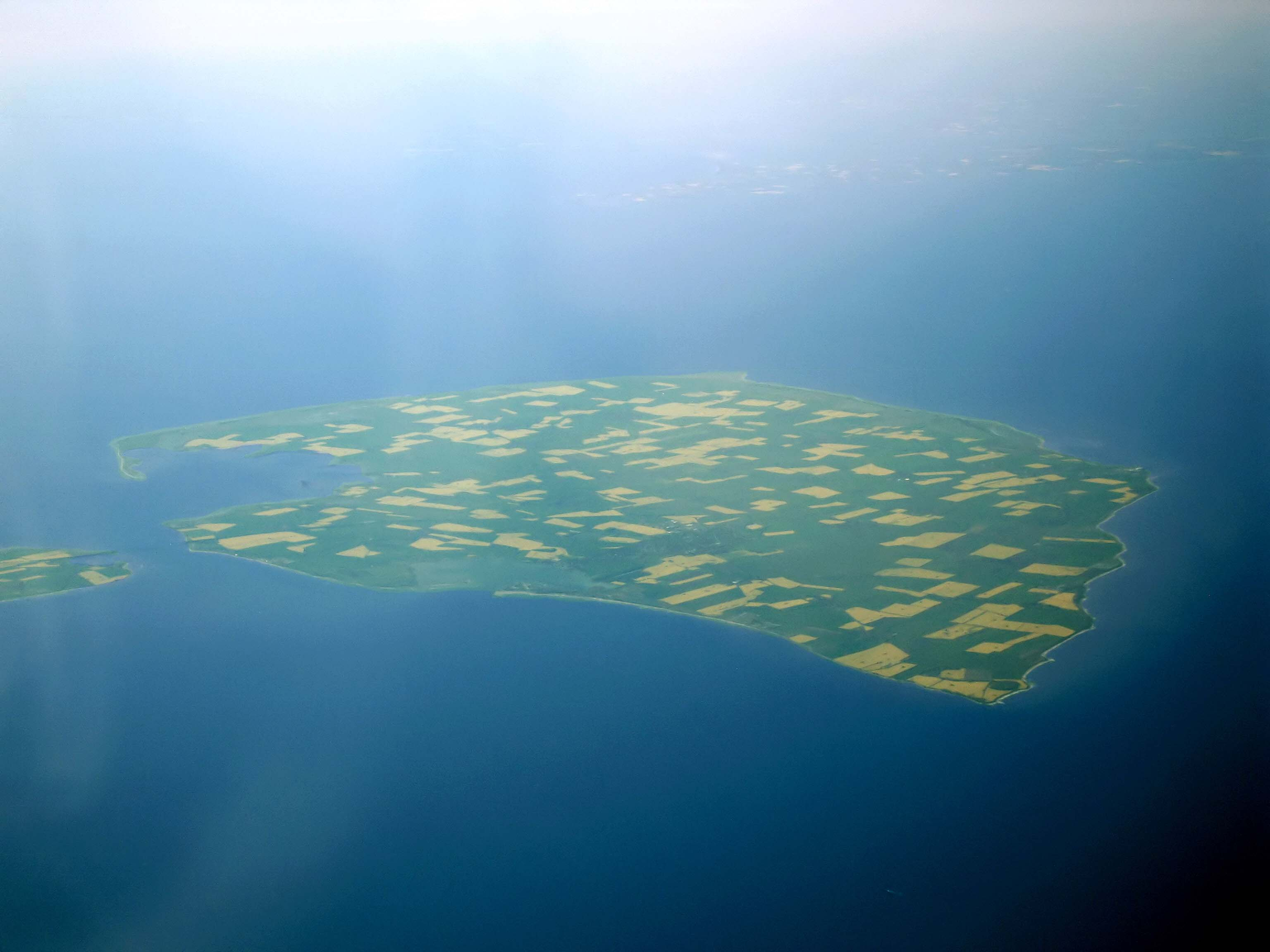
Fehmarn aus der Luft: Anflug aus süd-östlicher Richtung, im Hintergrund ist der Fehmarnbelt und schwach Lolland zu erkennen (Aufnahme farbkorrigiert)

Der Fehmarnbelt ist ein Naturschutzgebiet in der deutschen ausschließlichen Wirtschaftszone in der Ostsee. Das Gebiet ist gleichzeitig ein vom Bundesamt für Naturschutz als FFH-Gebiet ausgewiesenes Meeresschutzgebiet der Europäischen Kommission.

## Geographie, Geologie und Hydrologie
Das rund 280 km² große Schutzgebiet liegt vor der Ostseeinsel Fehmarn. Es umfasst die schmale deutsche ausschließliche Wirtschaftszone nördlich der Insel mit der Fehmarnbelt-Rinne. Die Rinne ist eine bis 35 m tiefe Meerenge, durch die etwa 70 Prozent des Wasseraustausches zwischen Nord- und Ostsee erfolgt. Dadurch hat diese Meeresenge eine wichtige Schlüsselfunktion für die Verbreitung und den Austausch der marinen Arten.
Der Süden des Fehmarnbelts ist durch große, mehrere Meter hohe Sandrippel auf dem Meeresboden gekennzeichnet. Diese sogenannten „Megarippel“ mit einer Kammhöhe bis zu 3 m stellen eine besondere Ausprägung des FFH-Lebensraumtyps „Sandbänke“ dar. Aufgrund ihrer Seltenheit sind sie von besonderem geowissenschaftlichem und ökologischem Wert. Ihre Entstehung ist noch nicht abschließend geklärt. Sie werden von kleinräumig heterogenen Benthosgemeinschaften besiedelt, für die u. a. Astartemuscheln und Islandmuscheln charakteristisch sind.

## Fauna und Flora
Die im Schutzgebiet liegenden Riffe beherbergen einige der artenreichsten Lebensgemeinschaften der Ostsee und sind bis in Wassertiefen von über 20 m mit Braun- und Rotalgen besiedelt. Diese ausgedehnten Algenbestände bilden ein wesentliches Merkmal der Riffe im Fehmarnbelt. Die auf den Steinen wachsenden Benthosgemeinschaften sind sehr artenreich und werden von zahlreichen Schwamm- und Muschelarten bestimmt. Hier auftretende sehr sensible (u. a. verschiedene Krebsarten) und z. T. auch langlebige Arten wie zum Beispiel Wellhorn- und Gemeine Spindelschnecken zeigen konstante und gute Umweltbedingungen an. Forscher entdeckten jüngst in allen Großgruppen Arten, die Jahre bzw. Jahrzehnte nicht mehr in der Ostsee festgestellt wurden. So konnte ein Großteil der in der „Roten Liste der gefährdeten Arten der deutschen Ostsee“ aufgeführten Benthosorganismen im Schutzgebiet nachgewiesen werden.
Schweinswale durchschwimmen den Fehmarnbelt auf ihren Wanderungen regelmäßig und für Ostseeverhältnisse sehr häufig. Sie kommen sowohl in dem Naturschutzgebiet als auch in den unmittelbar umgebenden Gewässern rund um Fehmarn (vor allem Westfehmarn und Südwestfehmarn zur Kieler Bucht hin) vor. Dabei scheint das Gebiet für die Tiere eine wichtige Bedeutung zum Beispiel während ihrer Ruhephasen zu haben. Auch Kälber wurden im Rahmen von Studien gesichtet. Seit 2002 werden in der deutschen Ostsee Schweinswale durch Flugzeugerfassungen des Forschungs- und Technologiezentrums Westküste gezählt und akustisch mit Hilfe von Porpoise Click Detectors (PODs, Unterwasser-Mikrofonen, die die Schweinswallaute (Clicks) aufzeichnen) erfasst. Um Fehmarn liegen mehrere PODs fest verankert. Zudem wurden die Wanderungsbewegungen der Schweinswale bis in den Fehmarnbelt von dänischen Forschern aufgezeichnet.
Als weitere Anhang-II-Art der FFH-Richtlinie werden auch die wenigen Seehunde in der Südlichen Ostsee mitgeschützt, die das Gebiet zur Nahrungssuche nutzen.

## Ausweisung, Schutz und Betreuung
Das Gebiet wurde zusammen mit vier weiteren Meeresschutzgebieten 2006 vom Bundesamt für Naturschutz (BfN) als FFH-Gebiet nach Brüssel gemeldet. Vorausgegangen waren langwierige und aufwendige Untersuchungen des Gebietes, bezogen auf die Benthosgeologie, Flora und Fauna und hydrologische Aspekte (Salzgehalt, Flussströme usw.). Die fachliche Betreuung wird als Bundesbehörde vom BfN übernommen, jedoch sind eine Reihe weiterer Forschungsinstitutionen (FTZ Westküste, Universität Kiel u. a.) eingebunden. Seit September 2017 ist das Gebiet als Naturschutzgebiet ausgewiesen.

## Konflikte
Seit 2008 laufen konkrete Vorarbeiten für die Feste Fehmarnbeltquerung, die einen Tunnel oder eine Brücke über den Belt bedeutet. 2008 protestierten Naturschutzverbände gegen die erste Seismik-Kampagne, in der Geräte wie die „Sparker“ eingesetzt wurden. Diese schlagen dicht unter der Wasseroberfläche elektrische Funken und erzeugen dreimal in der Sekunde einen lauten Knall, der über den Wasserkörper in den Meeresboden eindringt. Sparker verursachen so Schallimpulse mit Spitzenwerten von 230 Dezibel (vergleichbar dem Lärm von Rammarbeiten an Offshore-Windparks). Aus dem reflektierten Schall wollten Geophysiker Informationen über die Schichtung des Untergrundes für den Brückenbau gewinnen. In Dänemark wurden noch in 21 km Entfernung deutliche Verhaltensreaktionen von Schweinswalen beobachtet. Der Naturschutzbund Deutschland (NABU), die Gesellschaft zur Rettung der Delphine (GRD) und Gesellschaft zum Schutz der Meeressäugetiere (GSM) befürchteten, dass die sensiblen Meeressäuger durch die massiven Schallemissionen geschädigt, zumindest aber für einen Monat aus ihrem angestammten, wichtigen Lebensraum vertrieben werden. Durch die Arbeiten wurde das FFH-Gebiet „Fehmarnbelt“, dessen wertgebende Art der Schweinswal ist, stark beeinträchtigt.
Im August 2019 sprengte die Deutsche Marine 42 britische Seeminen. Nach Angaben von Umweltschützern sind dabei mindestens 18 Schweinswale verendet.